# Wölflinswil
Wölflinswil – gmina w Szwajcarii, w kantonie Argowia, w okręgu Laufenburg. Leży w regionie Fricktal. Liczy 1 028 mieszkańców (31 grudnia 2016).